# Store Fuglede Station
Store Fuglede Station er en nedlagt dansk jernbanestation i Store Fuglede i Nordvestsjælland.
55°35′0.81″N 11°13′45.55″Ø / 55.5835583°N 11.2293194°Ø